# Ziruk (distrikt)
Ziruk är ett distrikt i Afghanistan. Det ligger i provinsen Paktika, i den östra delen av landet, 150 kilometer söder om huvudstaden Kabul. Administrativ huvudort är Ziruk.
Distriktet beräknades år 2022 ha cirka 41 000 invånare.